# Lasiopsylla falcata
Lasiopsylla falcata är en insektsart som beskrevs av Walter Wilson Froggatt 1923. Lasiopsylla falcata ingår i släktet Lasiopsylla och familjen rundbladloppor. Inga underarter finns listade i Catalogue of Life.